# Svojšický rybník
Svojšický rybník o rozloze vodní plochy 0,9 ha se nalézá na jižním okraji obce Svojšice v okrese Pardubice u silnice III. třídy č. 34213 vedoucí do obce Stojice. Rybník je využíván pro chov ryb a zároveň představuje lokální biocentrum pro rozmnožování obojživelníků.

## Galerie

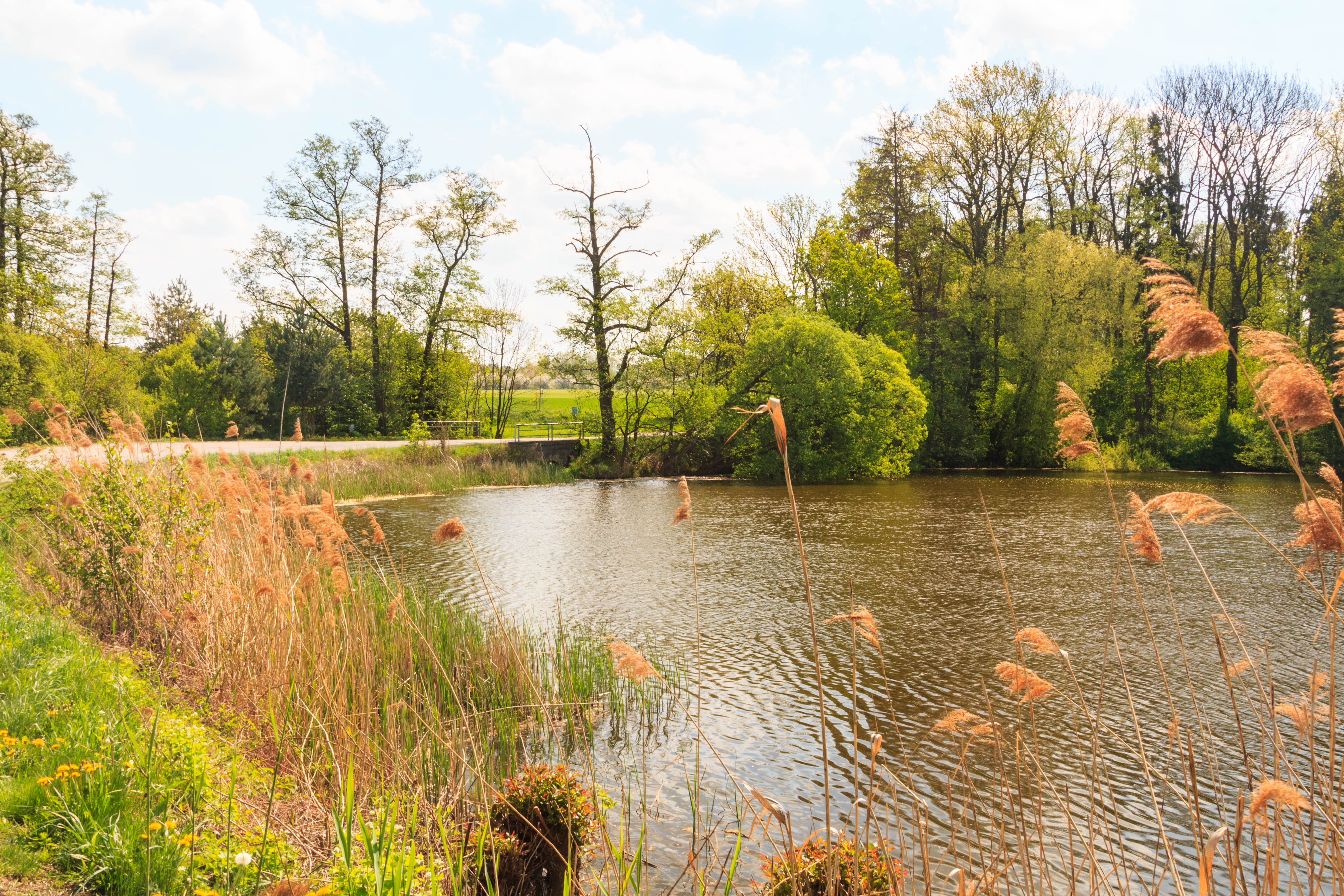
pohled na Svojšický rybník
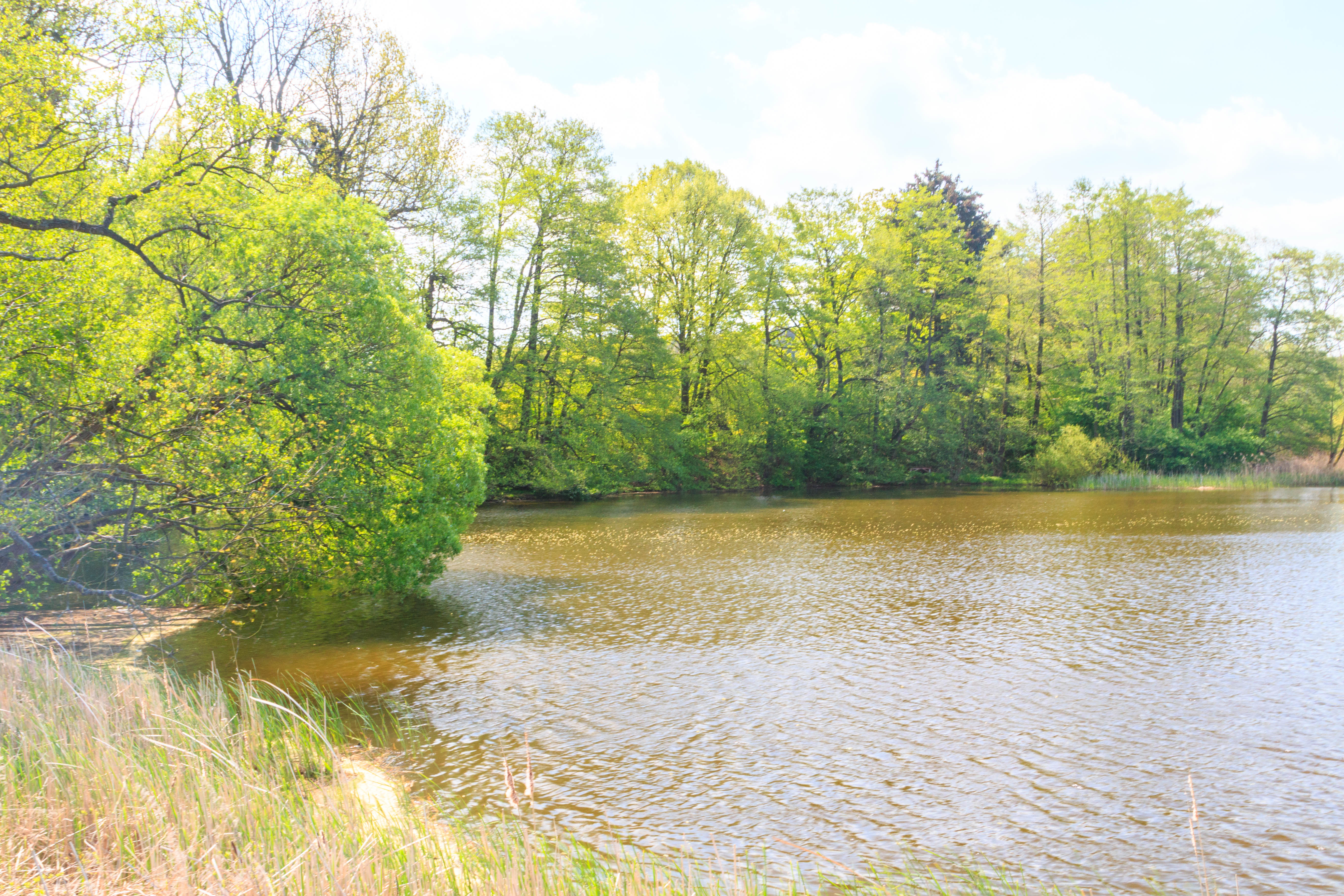
pohled na Svojšický rybník
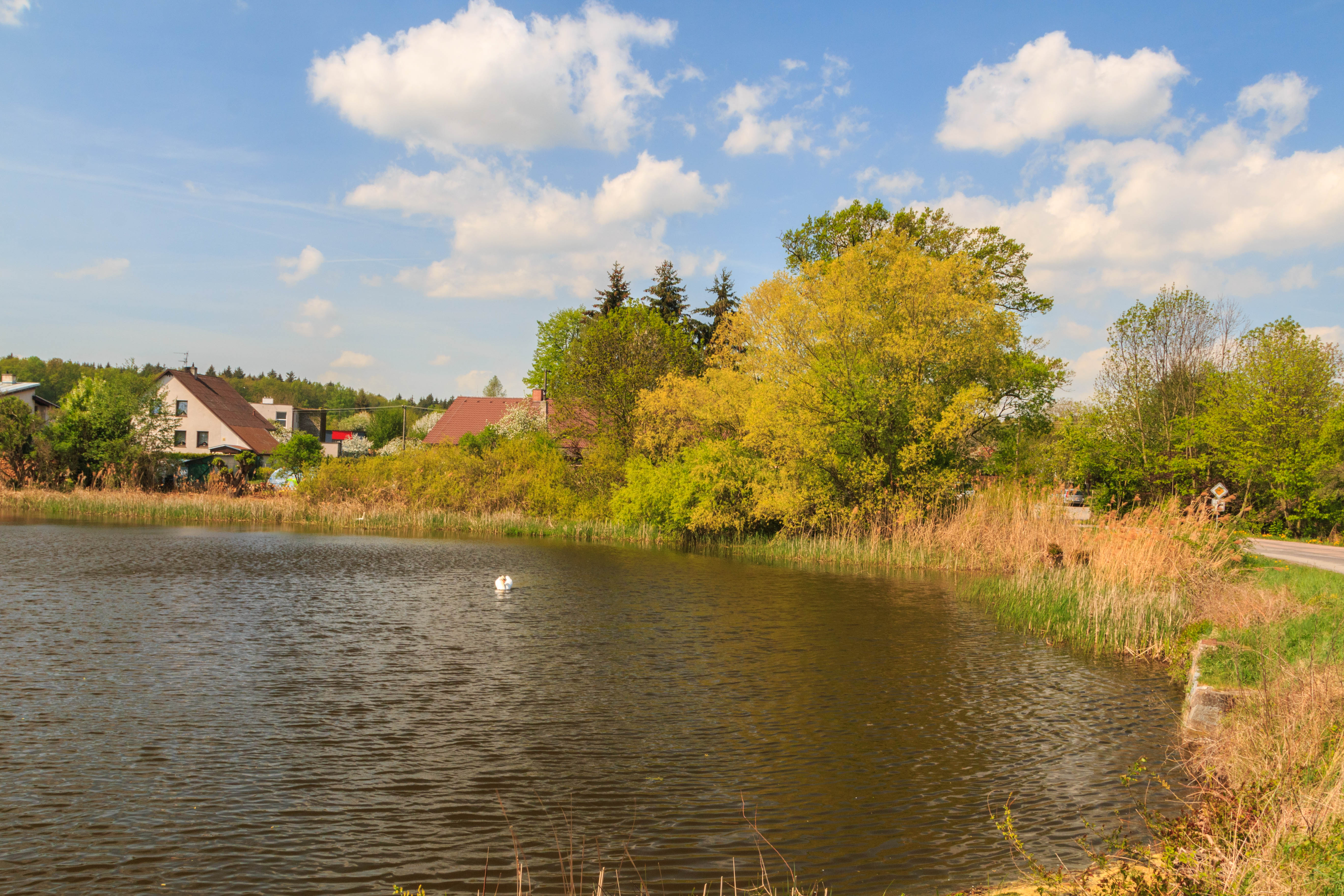
pohled na Svojšický rybník
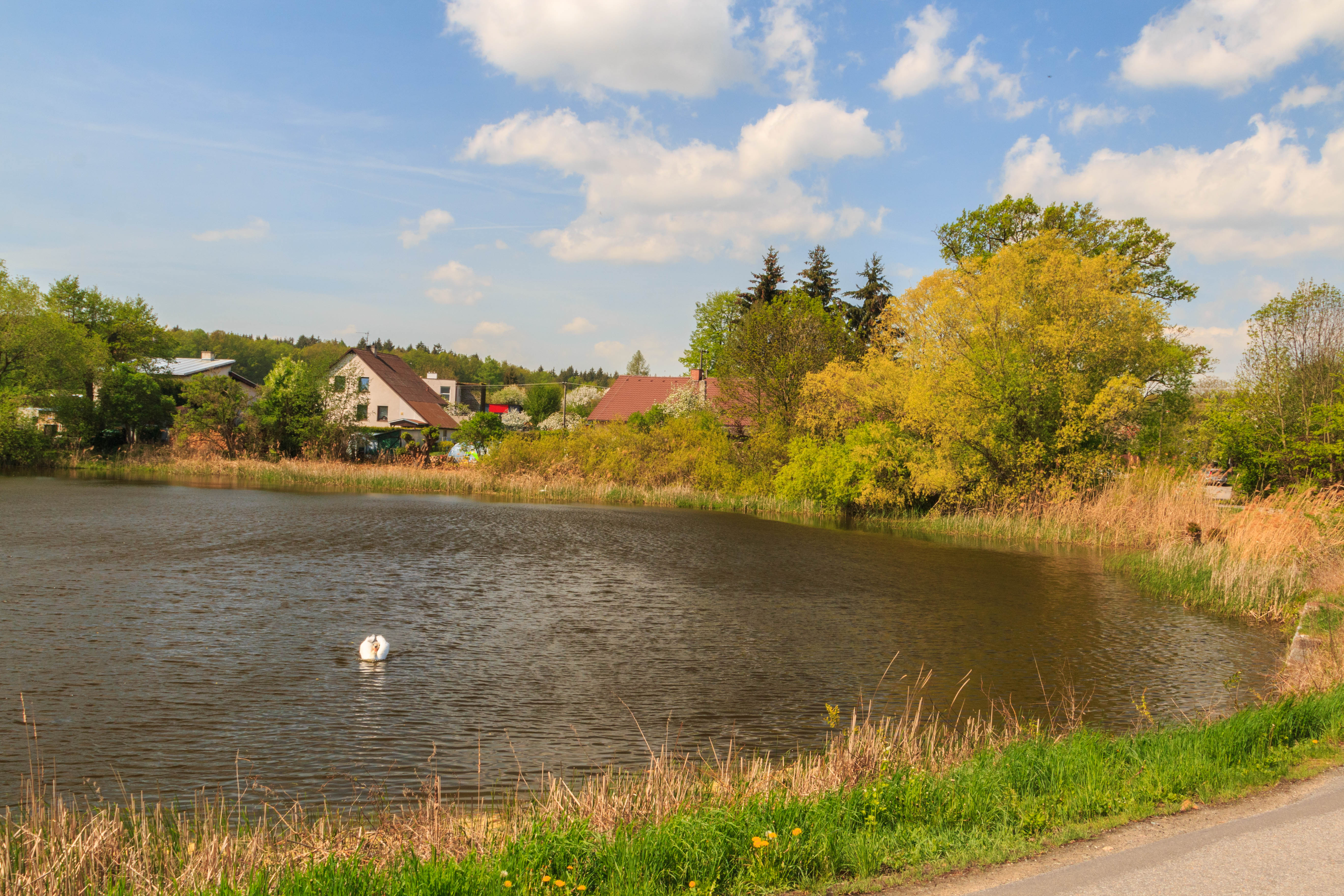
pohled na Svojšický rybník